# Rudolf Schittenhelm
Rudolf Schittenhelm (* 10. Oktober 1897 in Wildgrub, Österreichisch Schlesien; † 12. Mai 1945 in Aussig) war ein deutscher Politiker (NSDAP).

## Leben
Schittenhelm, von Beruf Architekt in Kulm, war seit November 1938 Mitglied der NSDAP. Ab Dezember 1938 amtierte er als Kreisleiter der Partei im Landkreis Aussig im Reichsgau Sudetenland. Zudem war er Mitglied der SA und wurde im November 1943 zum SA-Obersturmbannführer befördert.
Schittenhelm trat am 4. Oktober 1944 im Nachrückverfahren für den Abgeordneten Rudolf Raschka in den nationalsozialistischen Reichstag ein, in dem er bis zum Ende der NS-Herrschaft im Frühjahr 1945 das Sudetenland vertrat. Er wurde als Vorletzter Abgeordneter des nationalsozialistischen Reichstags, nach ihm trat im Dezember 1944 noch Rolf Fordon in den Reichstag ein. In dieser Zeit trat der Reichstag zu keiner Sitzung mehr zusammen. 
Wenige Tage nach der Kapitulation der Wehrmacht am Ende des Zweiten Weltkriegs tötete Schittenhelm seine Familie und sich selbst.